# Nabdín
Nabdín is een dorp in de Tsjechische gemeente Černuc in de regio Midden-Bohemen en maakt deel uit van het district Kladno. Het dorp ligt op 2,5 km afstand van Černuc en eveneens op 2,5 km afstand van Velvary.
Nabdín telt 72 inwoners.

## Geschiedenis
De eerste schriftelijke vermelding van het dorp dateert van 1352.
Sinds 1960 maakt Nabdín deel uit van de gemeente Černuc.

## Bezienswaardigheden
- Sint-Barbarakerk;
- Houten klokkentoren op de begraafplaats.

## Galerij

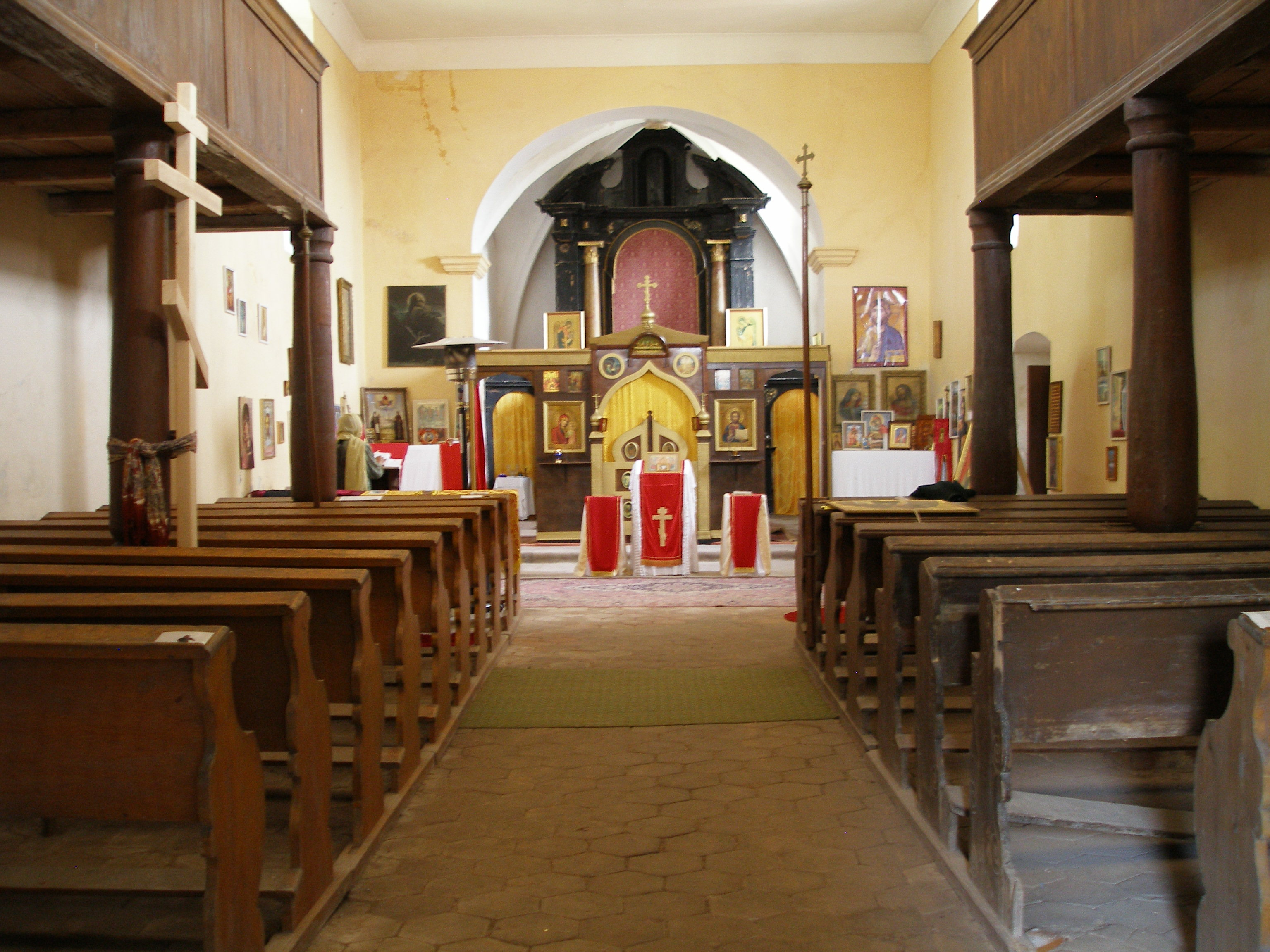
Sint-Barbarakerk (binnenzijde)
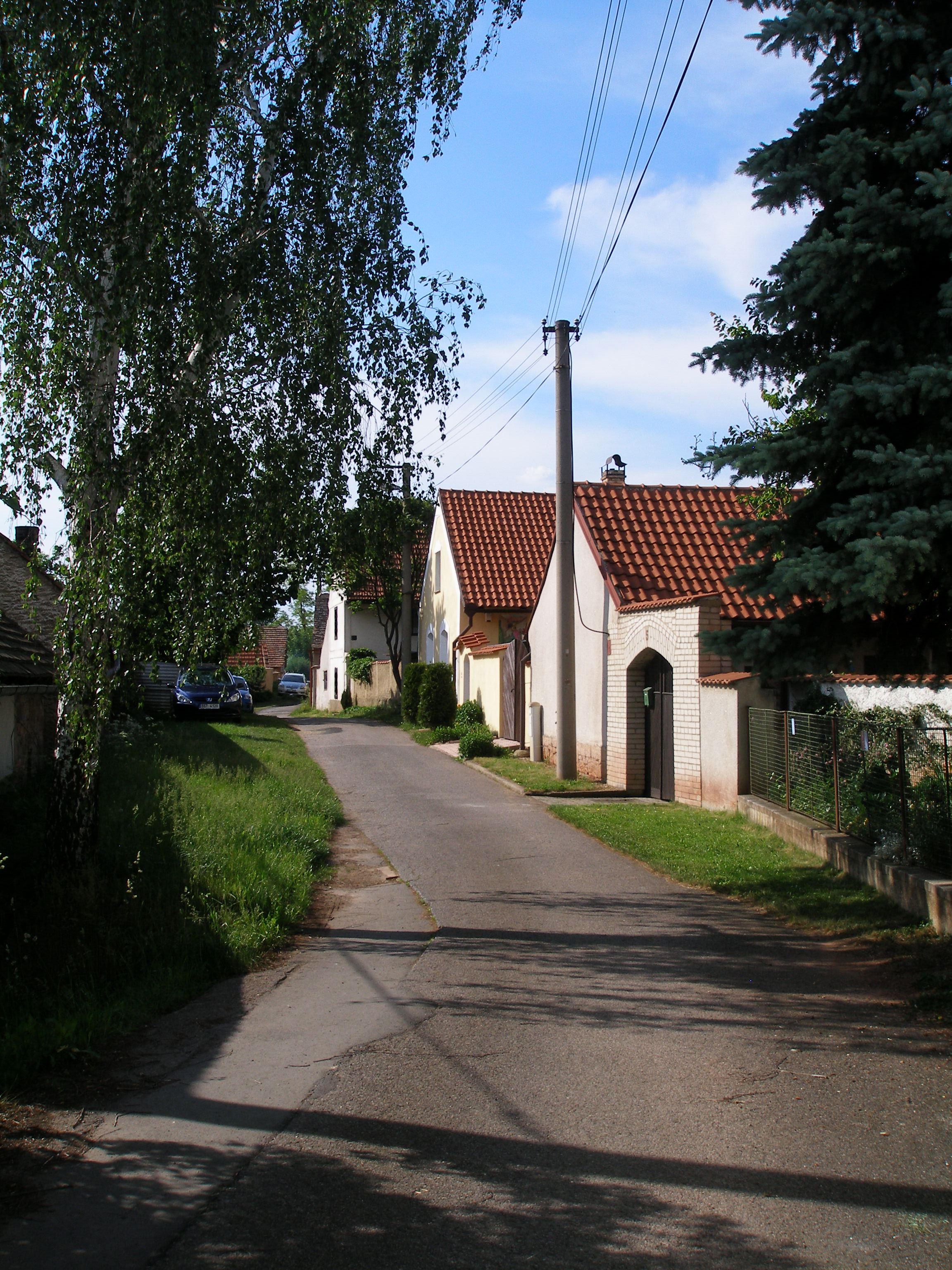
Straat in Nabdín (1)
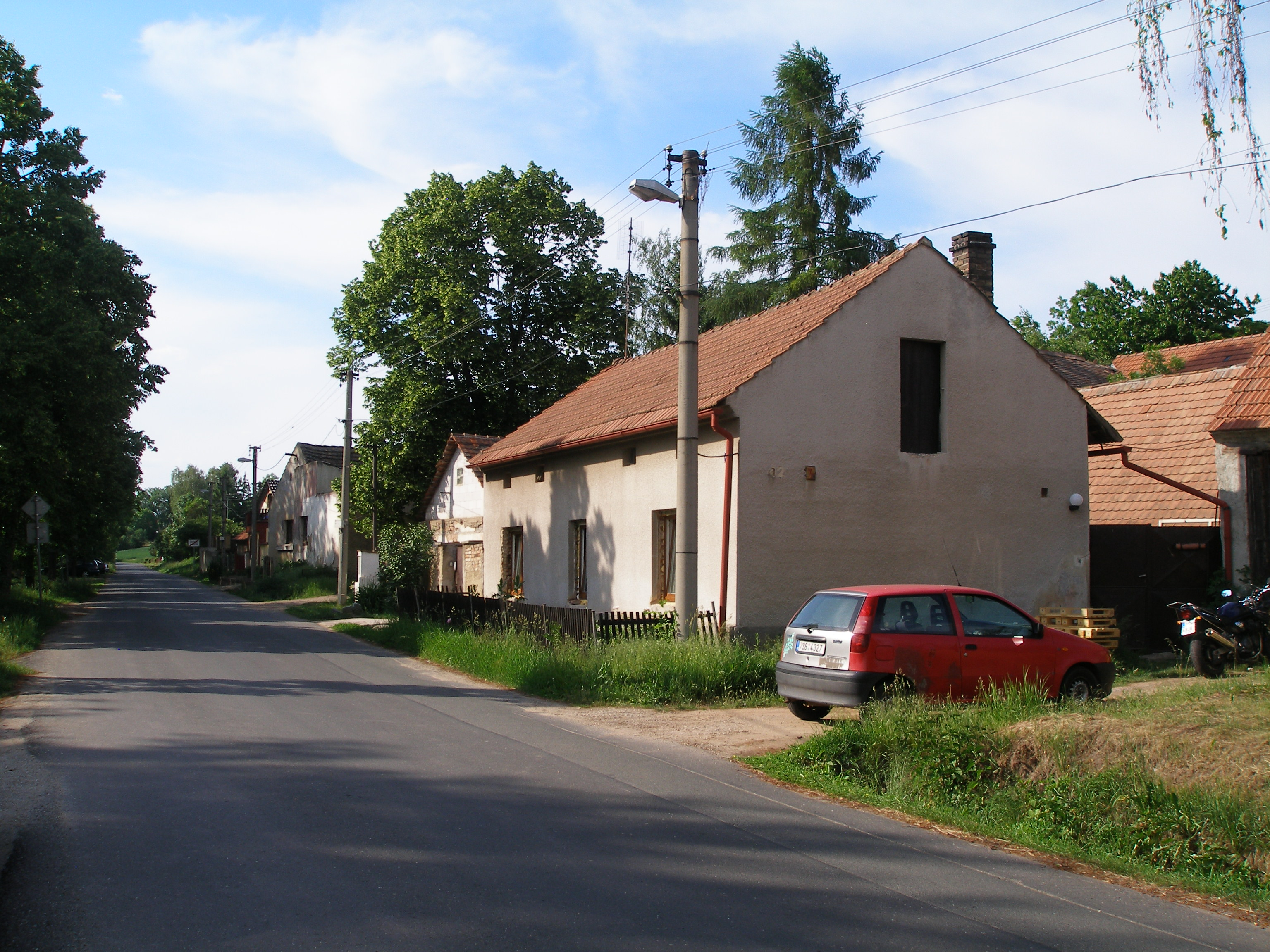
Straat in Nabdín (2)
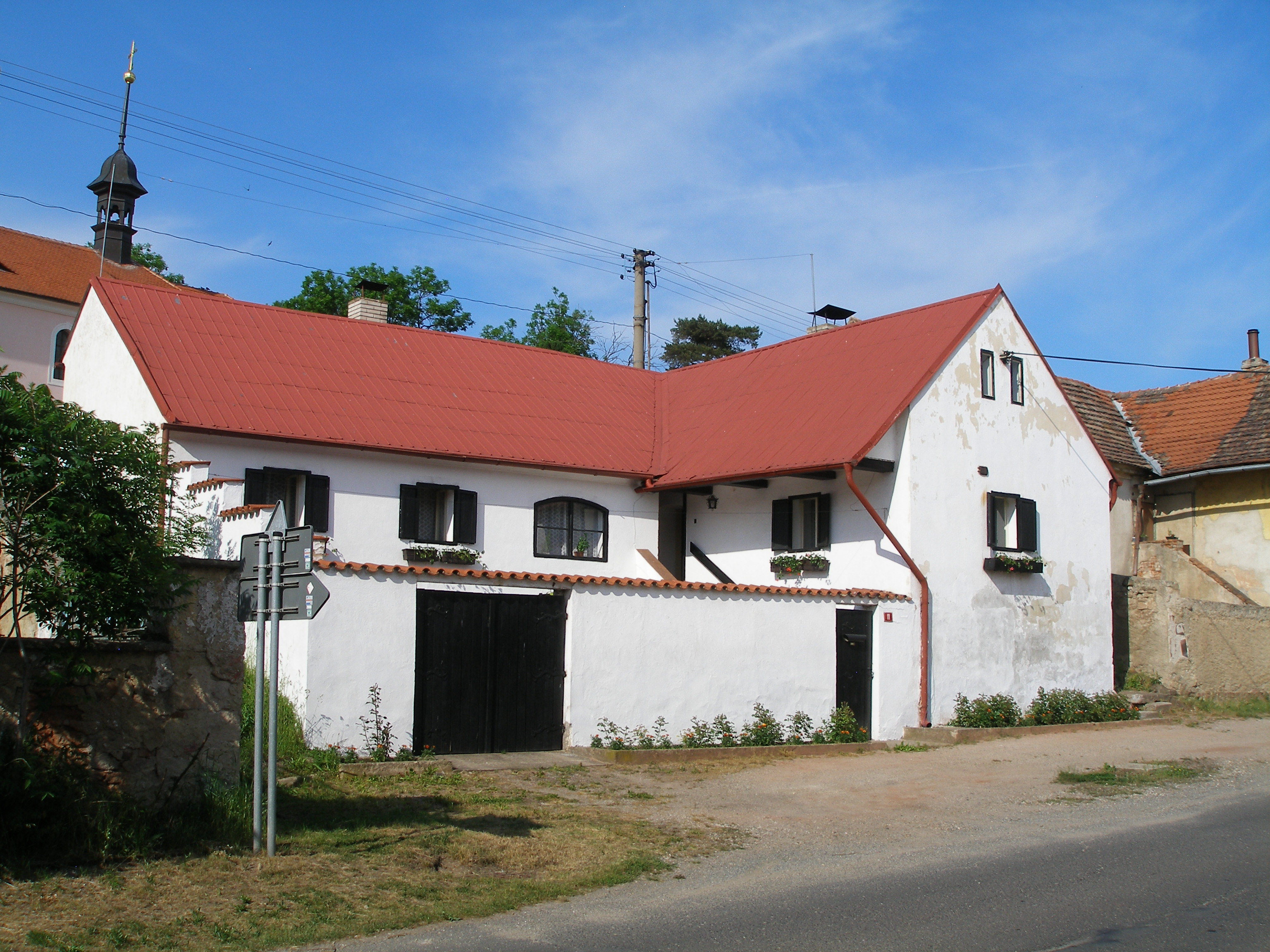
Huis in Nabdín
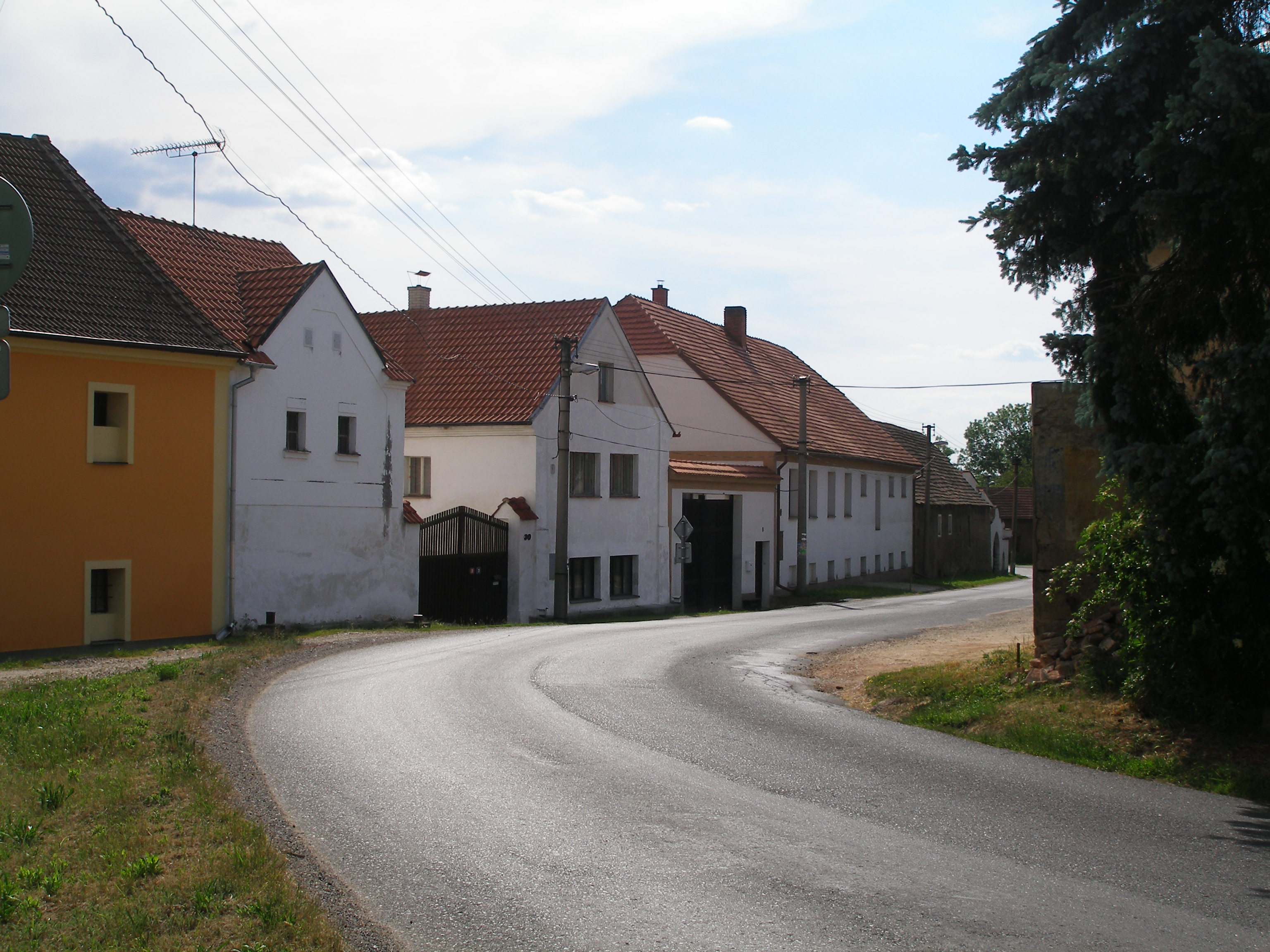
Gebouw in Nabdín
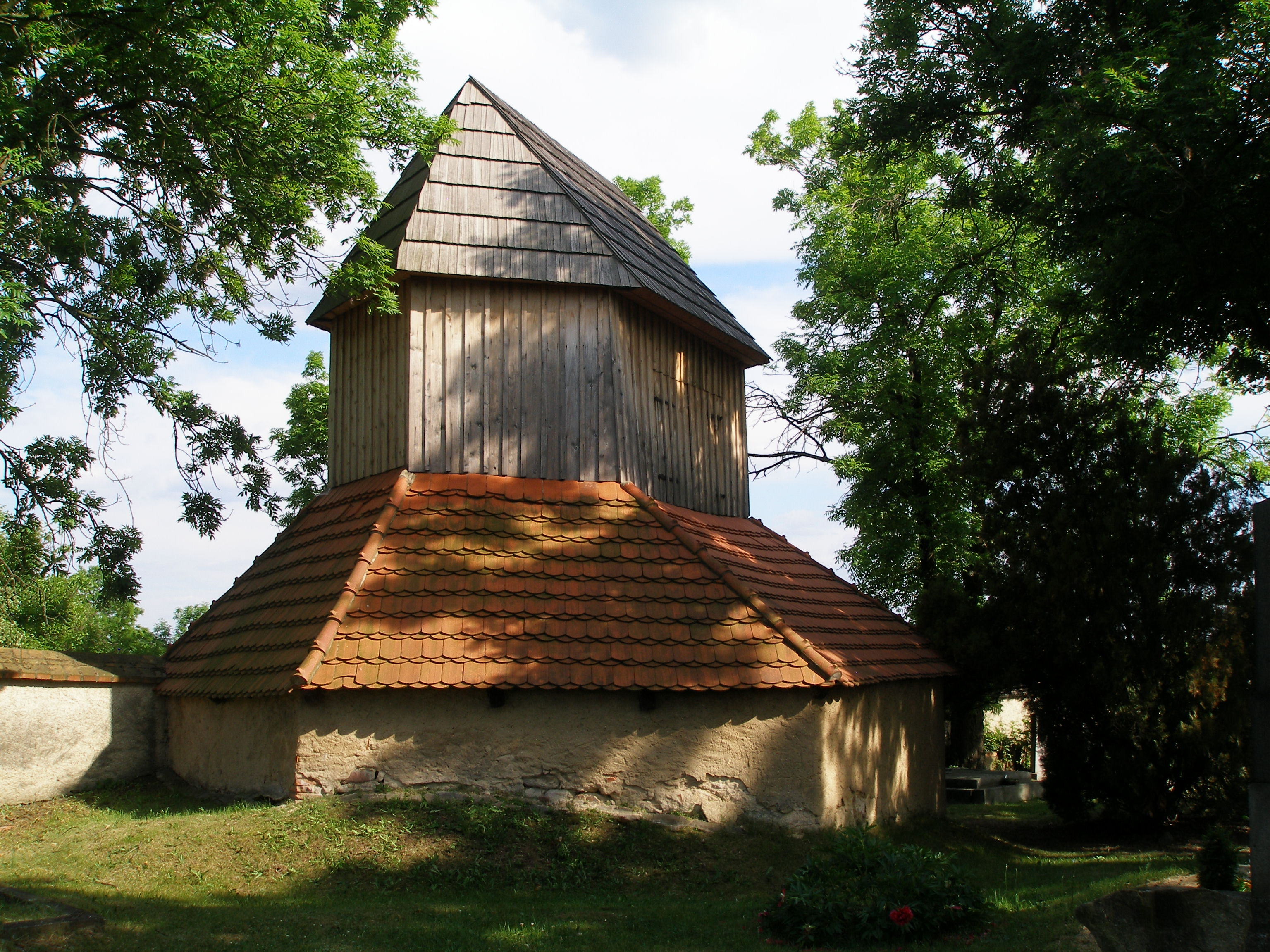
Houten klokkentoren op de begraafplaats
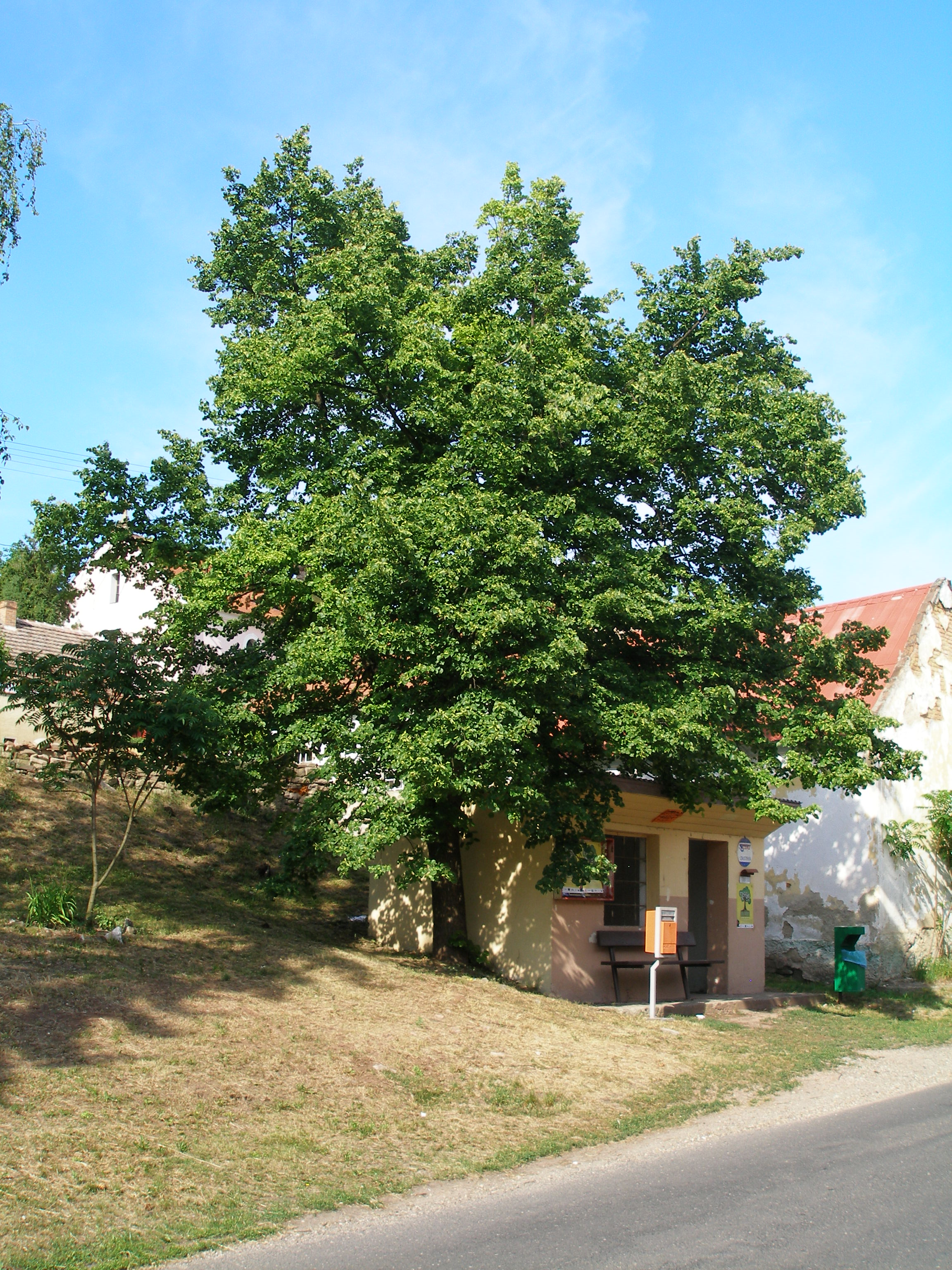
Bushalte in het dorp
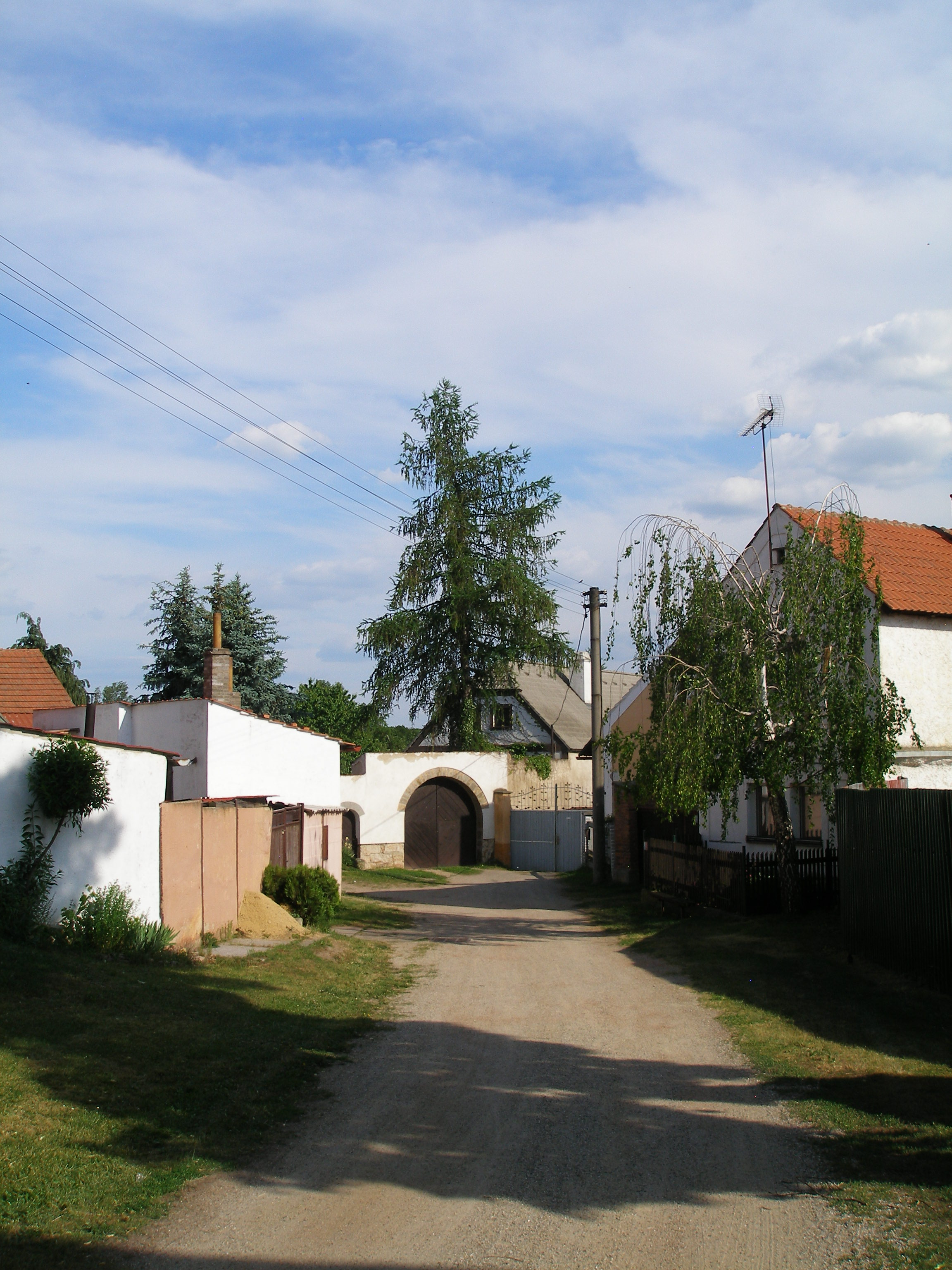
Straatje in het dorp